# Фільцбах
Фільцбах (нім. Filzbach) — колишня комуна в Швейцарії, в кантоні Гларус.
1 січня 2011 року увійшла до складу комуни Північний Гларус (Гларус Норд).
Населення становить 503 особи (на 31 грудня 2006 року). Офіційний код — 1608.

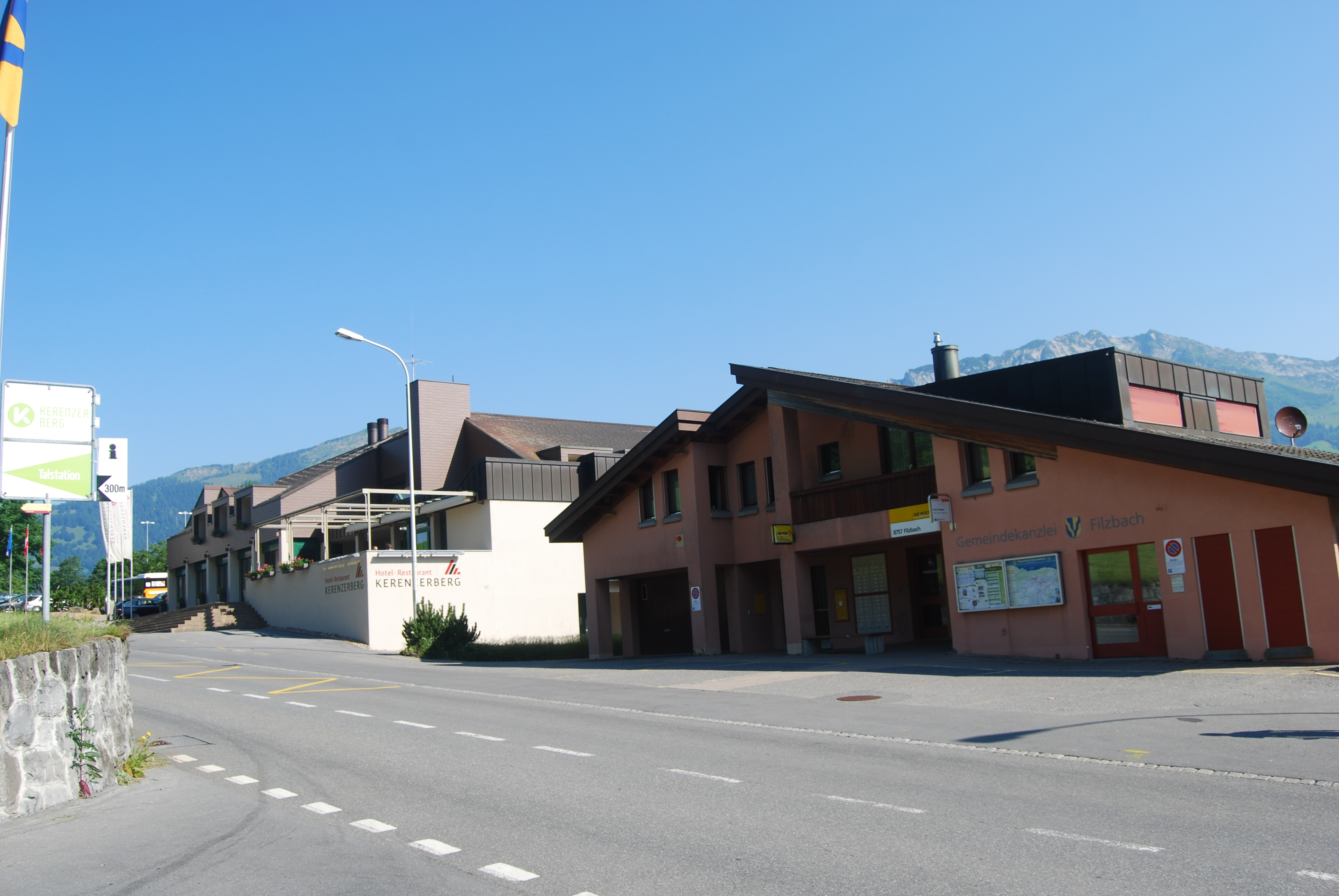
Фільцбах